# Demosat
En Demosat (stiliserat som DemoSat) är en "Dummy"-last som skickas med rymdfarkost som används för att testa en bärarraket utan att riskera en riktig satellit vid uppskjutning. Det används oftast en "Dummy"-last på jungfruflighterna för raketer. 